# Tolkien och den svarta magin
Tolkien och den svarta magin skrevs av Åke Ohlmarks år 1982 (Sjöstrands förlag) och är en förtalsskrift mot författaren J.R.R. Tolkien, dennes familj och Tolkiensällskapen. Ohlmarks söker i denna bok leda i bevis att de litterära sällskap som bildats kring Tolkiens verk Sagan om ringen är en ondskefull maffia, centralstyrd av Tolkiens efterlevande i Oxford. Tolkiensällskapen påstås i boken ägna sig åt sexorgier, narkotika, djävulsdyrkan, ritualmord och organiserad brottslighet.

## Bakgrund
Boken utkom sommaren 1982 efter att Ohlmarks drivit kampanj i pressen mot sina måltavlor. Den orsakande stor uppmärksamhet i media, där Ohlmarks i egenskap av kändis fick stort utrymme för sina anklagelser. Argumentationen i boken bygger nästan uteslutande på associationsskuld. Exempelvis anges att grundaren av Ku Klux Klan var tandläkare, vilket också pappan till en prominent medlem i ett svenskt Tolkiensällskap var. Därmed anser författaren det bevisat att Tolkiensällskapen är av samma natur och väsen som Ku Klux Klan.
En debatt om boken hölls i Sveriges Radios Dagens Eko sommaren 1982, där grundaren av Stockholms Tolkiensällskap, Jörgen Peterzén, fick bemöta anklagelserna. Enligt företrädare för Tolkiensällskapen är boken mest att betrakta som uttryck för Ohlmarks frustration över att ha upplevt sig nedlåtande behandlad av familjen Tolkien. Man menar att samtliga anklagelser är grundlösa. Johan Söderberg framför i den svenska tidskriften Olórin att Ohlmarks haft ett svartsjukedrama med en medlem under alias Gandalf i det svenska Tolkiensällskapet, och personliga konflikter med familjen Tolkien ska ha lett fram till boken.
Flera av de anklagelser som framförs i boken är av sådan natur att de rättsligen kan betraktas som förtal, men eftersom de enskilda personer som anklagas inte benämns med sina riktiga namn utan med sina alias i de olika föreningarna ansågs det inte vara möjligt att driva ärekränkningsmål mot Ohlmarks (som dessutom avled två år efter att boken gavs ut).